# Сигорни Вивер
Сузан Александра „Сигорни” Вивер (енгл. Susan Alexandra "Sigourney" Weaver; Њујорк, 8. октобар 1949) америчка је глумица. Три пута је била номинована за Оскара, а најпознатија је по улози Елен Рипли у филмском серијалу Осми путник. Једна је од родоначелница акционих хероина као главних филмских ликова. Називају је краљицом научне фантастике.

## Биографија
Сигорни Вивер је рођена као Сузан Александра Вивер. Њени родитељи су позната ТВ лица – Пат Вивер, председник телевизије Ен-Би-Си и Дезире Хокинс Инглс, британска глумица. Њен стриц Дудлс Вивер је био мање познати комичар и филмски глумац. Име Сигорни је 1963. године преузела из романа Велики Гетсби Френсиса Скота Фицџералда, инспирисана ликом Сигурни Хауард. Средњу школу је завршила у Њујорку, а касније је студирала енглески на универзитету Станфорд. Глуму је похађала на универзитету Јејл, где је наступала у позоришним представама свог пријатеља Кристофера Дуранга. Са 18 година је посетила Израел, и ту провела неколико месеци, радећи за кибуц.

## Награде

### Освојене награде
- Златни глобус (најбоља женска улога за Гориле у магли (1988)
- Златни глобус (најбоља споредна женска улога за филм Запослена девојка (1988)
- Добитница БАФТА за филм Ледена олуја (1997)
- Златни лав за животно дело (2024)[8]

### Номинације
- Номинација БАФТА за филм Осми путник (1979)
- Номинација за Оскара и Златни глобус за филм Туђини (1986)
- Номинација за Оскара за филм Гориле у магли (1988)
- Номинације за Оскара и БАФТА за филм Запослена девојка (1988)
- Номинација Златни глобус за филм Ледена олуја (1997)

## Приватни живот
Удата је за позоришног редитеља Џима Симпсона са којим има ћерку Шарлот. Залаже се за очување природе.

## Филмографија
| Улоге Сигорни Вивер |                            |                      |                                   |          |
| Година              | Српски назив               | Изворни назив        | Улога                             | Напомена |
| 1976.               |                            |                      | Ејвис Рајан                       |          |
| 1977.               | Ени Хол                    |                      | Алвијева девојка испред позоришта |          |
| 1977.               |                            |                      | Лора Вилер                        |          |
| 1978.               |                            |                      | -                                 |          |
| 1979.               | Осми путник                |                      | Елен Рипли                        |          |
| 1979.               |                            |                      | Марша Лотон                       |          |
| 1979.               |                            |                      | Марша Лотон                       |          |
| 1981.               |                            |                      | Тони Соколов                      |          |
| 1982.               | Година опасног живљења     |                      | Џил Брајант                       |          |
| 1983.               |                            |                      | Кетрин Девото                     |          |
| 1984.               | Истеривачи духова          |                      | Дејна Барет                       |          |
| 1985.               |                            |                      | Џесика Фицџералд                  |          |
| 1986.               | Осми путник 2              | Aliens               | Елен Рипли                        |          |
| 1986.               |                            |                      | др Лорен Слотер                   |          |
| 1988.               | Гориле у магли             |                      | Дајан Фоси                        |          |
| 1988.               |                            |                      | Кетрин Паркер                     |          |
| 1989.               | Истеривачи духова 2        |                      | Дејна Барет                       |          |
| 1992.               | Осми путник 3              |                      | Елен Рипли                        |          |
| 1992.               |                            |                      | краљица Изабела                   |          |
| 1993.               | Дејв                       |                      | Елен Мичел                        |          |
| 1994.               | Смрт и девојка             |                      | Паулина Ескобар                   |          |
| 1995.               |                            |                      | Дебра Мурхаус                     |          |
| 1995.               | Имитатор                   |                      | Хелен Хадсон                      |          |
| 1997.               |                            |                      | Џејни Карвер                      |          |
| 1997.               |                            |                      | Клаудија Хофман                   |          |
| 1997.               | Осми путник: Васкрснуће    |                      | Елен Рипли                        |          |
| 1999.               |                            |                      | Алис Гудвин                       |          |
| 1999.               | Галактичка пустоловина     |                      | Гвен Демарко                      |          |
| 2000.               |                            |                      | Дејзи Квимп                       |          |
| 2001.               | Клопка за мушкарце         |                      | Макс Конерс                       |          |
| 2001.               |                            |                      | Бети Делорео                      | глас     |
| 2002.               |                            |                      | Ив Грубман                        |          |
| 2002.               |                            |                      | Џоун                              |          |
| 2003.               | Закопане тајне             |                      | управница Вокер                   |          |
| 2004.               |                            |                      | Санди Тревис                      |          |
| 2004.               | Село                       |                      | Алис Хант                         |          |
| 2005.               |                            |                      | Линда Фриман                      |          |
| 2006.               |                            |                      | Лени                              |          |
| 2007.               |                            |                      | Фрида                             | глас     |
| 2007.               | Девојчица у парку          | The Girl in the Park | Џулија Сендбург                   |          |
| 2006.               | Озлоглашен                 |                      | Бејб Пали                         |          |
| 2008.               | Тренутак предности         |                      | Рекс Брукс                        |          |
| 2008.               | Воли                       |                      | Аксиом компјутер                  | глас     |
| 2009.               | Аватар                     |                      | др Грејс Огастин                  |          |
| 2009.               |                            |                      | Салина бака                       |          |
| 2011.               | Пол                        |                      | „Велики човек”                    |          |
| 2014.               | Егзодус: Богови и краљеви  |                      | Таја                              |          |
| 2015.               | Чапи                       |                      | Мишел Бредли                      |          |
| 2016.               | У потрази за Дори          |                      | саму себе                         | глас     |
| 2021.               | Истеривачи духова: Наслеђе |                      | Дејна Барет                       |          |
| 2022.               | Аватар: Пут воде           |                      | Кири                              |          |
| 2025.               | Аватар: Ватра и пепео      |                      | Кири                              |          |
| 2026.               | The Mandalorian & Grogu    |                      |                                   |          |
| 2029.               | Аватар 4                   |                      | Кири                              |          |